# Achille Tribouillet
Achille Tribouillet (Tourcoing, 25 dicembre 1902 – 1968) è stato un pallanuotista francese, vincitore di una medaglia di bronzo all'olimpiade di Amsterdam 1928.